# داریوس راکر
داریوس راکر (انگلیسی: Darius Rucker؛ زادهٔ ۱۳ مهٔ ۱۹۶۶) خواننده، موسیقی‌دان و ترانه‌سرای آمریکایی است که به‌عنوان خوانندهٔ اصلی و گیتاریست ریتم گروه موسیقی هوتی اند د بلوفیش شناخته می‌شود. او این گروه را در سال ۱۹۸۶ در دانشگاه کارولینای جنوبی بنیان نهاد و با انتشار آلبوم‌هایی موفق، از جمله Cracked Rear View، به شهرت رسید. راکر در سال ۲۰۰۲ فعالیت موسیقی مستقل خود را آغاز کرد و در سال ۲۰۰۸ با تغییر سبک به موسیقی کانتری و انتشار آلبوم Learn to Live موفقیت‌های چشمگیری کسب کرد. او اولین هنرمند سیاه‌پوستی بود که پس از چارلی پراید در سال ۱۹۸۳ به صدر جدول ترانه‌های داغ کانتری دست یافت. داریوس تاکنون چندین آلبوم موفق منتشر کرده و با صدای باریتون خاص خود، همچنان یکی از چهره‌های برجستهٔ موسیقی در ایالات متحده است.

## دوران کودکی و زندگی اولیه
داریوس کارلوس راکر در ۱۳ می ۱۹۶۶ در شهر چارلستون، کارولینای جنوبی، متولد شد. او در خانواده‌ای پرجمعیت و فقیر رشد کرد و مادرش، کارولین، به‌عنوان پرستار در دانشگاه پزشکی کارولینای جنوبی کار می‌کرد. پدرش، که در یک گروه گاسپل به نام «تراولینگ اکوئز» فعالیت می‌کرد، حضور چندانی در زندگی او نداشت و راکر تنها پیش از مراسم کلیسا او را می‌دید. او از دوران کودکی علاقه‌مند به موسیقی بود و خواهرش، ال‌کورین، به خاطر می‌آورد که خوانندگی همیشه رؤیای داریوس بود. با وجود سختی‌های اقتصادی، راکر دوران کودکی خود را با خاطراتی خوش به یاد می‌آورد.

## آغاز فعالیت با گروه هوتی اند د بلوفیش
داریوس راکر در سال ۱۹۸۶ گروه موسیقی هوتی اند د بلوفیش را به همراه مارک برایان، جیم «سونی» سونفلد، و دین فلبر در دانشگاه کارولینای جنوبی بنیان نهاد. او به‌عنوان خواننده اصلی و گیتاریست ریتم گروه فعالیت می‌کرد. این گروه با اجرای کاور آهنگ‌های آر.ئی.ام. در صحنه‌های محلی فعالیت خود را آغاز کرد و با انتشار آلبوم‌هایی چون Cracked Rear View در سال ۱۹۹۴ و Fairweather Johnson در سال ۱۹۹۶ به شهرت رسید. داریوس با صدای باریتون خاص خود و سبک موسیقی جذابش مورد تحسین قرار گرفت و توانست نقش مهمی در موفقیت گروه ایفا کند.

## ورود به دنیای موسیقی مستقل
در سال ۲۰۰۲، داریوس راکر اولین آلبوم مستقل خود به نام Back to Then را در سبک آر. اند. بی منتشر کرد. این آلبوم چندان مورد توجه قرار نگرفت، اما در سال ۲۰۰۸، با تغییر سبک به موسیقی کانتری و امضای قرارداد با Capitol Nashville، آلبوم موفق Learn to Live را منتشر کرد. اولین تک‌آهنگ این آلبوم، "Don't Think I Don't Think About It"، به صدر جدول آهنگ‌های کانتری رسید و داریوس به اولین هنرمند سیاه‌پوستی تبدیل شد که پس از چارلی پراید در سال ۱۹۸۳ به این موفقیت دست یافت. او با انتشار آهنگ‌هایی چون "It Won't Be Like This for Long" و "Alright" به موفقیت‌های بیشتری دست پیدا کرد.

## افتخارات و دستاوردها
داریوس راکر در سال ۲۰۰۹ جایزه بهترین هنرمند جدید را از انجمن موسیقی کانتری دریافت کرد و به اولین آمریکایی آفریقایی‌تبار تبدیل شد که این جایزه را به دست آورد. او در سال‌های بعد با انتشار آلبوم‌هایی چون Charleston, SC 1966 و True Believers به موفقیت‌های بیشتری در موسیقی کانتری دست یافت. آهنگ معروف "Wagon Wheel" از آلبوم True Believers به یکی از موفق‌ترین آثار او تبدیل شد و محبوبیت زیادی در میان مخاطبان به دست آورد.

## فعالیت‌های اخیر
داریوس راکر همچنان به‌عنوان یکی از هنرمندان برجسته موسیقی کانتری فعالیت می‌کند. او آلبوم‌های متعددی منتشر کرده و توانسته جایگاه خود را در دنیای موسیقی حفظ کند. آلبوم‌های When Was the Last Time در سال ۲۰۱۷ و Carolyn's Boy در سال ۲۰۲۳ از جدیدترین آثار او هستند. داریوس با ترکیب سبک‌های مختلف موسیقی و صدای منحصربه‌فردش، همچنان تأثیرگذار و محبوب باقی مانده است.